# Кушманаково
Кушманаково (баш. Ҡушманак) — деревня в Бураевском районе Республики Башкортостан Российской Федерации. Центр Кушманаковского сельсовета.

## География
Стоит на реке Сибирган. Осевая улица деревни — автодорога
80 ОП МЗ 80Н-210 «Бураево — Кушманаково — Кулаево — Каинлыково — Тугаряково — Тангагарово — Саит-Курзя».

### Географическое положение
Расстояние до:
- районного центра (Бураево): 10 км,
- ближайшей ж/д станции (Янаул): 78 км.

## История
Основано башкирами Эске-Еланской волости Казанской дороги на собственных вотчинных землях
Входила в Калмыковскую волость Бирского уезда Уфимской губернии.

## Население
| 2002 | 2009 | 2010 |
| ---- | ---- | ---- |
| 428  | ↗436 | ↘367 |

### Национальный и гендерный состав
Согласно переписи 2002 года, преобладающая национальность — башкиры (86 %)
По материалам Первой ревизии, в 1722 году в деревне были учтены служилые мещеряки (количество человек не указано).

## Инфраструктура
Личное подсобное хозяйство с зоной сельскохозяйственного использования, индивидуальная застройка усадебного типа.
Основа экономики — сельское хозяйство.
МОБУ «Основная общеобразовательная школа д. Кушманаково».

## Транспорт
Остановка общественного транспорта «Кушманаково».

## Религия
В деревне есть мечеть.